# Флаг Пачелмского района
Флаг Пачелмского муниципального района Пензенской области Российской Федерации.

## Описание
Флаг представляет собой прямоугольное полотнище с отношением ширины к длине 2:3, нисходящей диагональю разделённое на два треугольника: красного (у древка) и синего цвета. На диагонали расположен белый меч, направленный остриём в верхний левый угол, оплетённый жёлтой липовой ветвью. На мече — сидящий с воздетыми крыльями белый голубь с жёлтыми глазами, клювом и лапами.

## Обоснование символики
Флаг Пачелмского района Пензенской области составлен на основании герба Пачелмского района.
Флаг языком символов и аллегорий отражает исторические и культурные особенности района, а также его название.
По одной из легенд название «Пачелма» появилось в XVI веке: считается, что во времена Ивана Грозного в этих краях произошла стычка отряда кочевников с казаками, несущими охрану границы России, проходящей по Ломовской засечной черте. Кочевники были разбиты и место поражения стало называться «Палачалма», впоследствии трансформировавшееся в «Пачелму». Меч — символ защиты и справедливости символизирует отвагу, твёрдость духа, героизм, мужество и доблесть местных жителей, проявленные в обороне государственной границы.
Голубь, и ветвь, обвивающая меч — символизируют мир и спокойствие, говоря о том, что нельзя допускать вражды и войн. В целом композиция флага символизирует надёжную защиту мира, как в прошлом, так и в настоящем и будущем.
Сочетание меча как символа воинской доблести и голубя как символа духа, возвышенных устремлений, полёта и величия аллегорически символизирует историческую связь земель района с такими известными полководцами как Яков Данилович Мерлин — боевой соратник А. В. Суворова, имевший здесь поместье; а также с Алексеем Семёновичем Шеиным первым генералиссимусом, у которого здесь была вотчина — село Шеино.
Жёлтый цвет (золото) — символ урожая, богатства, стабильности, уважения и высшей силы.
Белый цвет (серебро) — символ чистоты, совершенства, мира и взаимопонимания.
Синий цвет — символ чести, благородства, духовности, безупречности.
Красный цвет — символ мужества, силы, трудолюбия, красоты и праздника.